# Chessel
Chessel is een gemeente en plaats in het Zwitserse kanton Vaud, en maakt deel uit van het district Aigle.
Chessel telt 342 inwoners.